# Czarny Dunajec (rzeka)
Czarny Dunajec – rzeka w południowej Polsce (województwo małopolskie), w dorzeczu Wisły. Długość – 48 km, powierzchnia zlewni – 456 km².

## Nazwa
Eugeniusz Janota w swym wydanym w 1860 r. „Przewodniku w wycieczkach na Babią Górę, do Tatr i Pienin” tak pisał o pochodzeniu nazwy rzeki: Nazwa ta pochodzi stąd, iż rzeka ta od Czarnego Dunajca płynąc przez torfiska nie ma aż do Nowego targu ani brzegów skalistych, lecz więcej drobnym żwirem zasypane i torfiaste, jak to dojeżdżając od Niwy do Nowego Targu z gościńca bardzo dobrze spostrzedz można, ani też dla mniejszego spadu łożyska zawalonego większemi odłamami skał tatrzańskich, mianowicie granitowemi, w których skład wchodzi kwarzec i błyszczyk, jak wschodnie ramię czyli Biały Dunajec. Dla wymienionych przyczyn woda Czarnego Dunajcu ma barwę daleko ciemniejszą, aniżeli Dunajec Biały.

## Przebieg
Za źródłowy ciek Czarnego Dunajca uznaje się Wyżni Chochołowski Potok. Wypływa on na wysokości około 1500 m pod Wołowcem w Tatrach Zachodnich. Po połączeniu z Jarząbczym Potokiem powstaje Chochołowski Potok w dolnej części zwany Siwą Wodą. Jest to środkowy bieg Czarnego Dunajca. W Roztokach (część wsi Witów) Siwa Woda łączy się Kirową Wodą i od tego miejsca zaczyna się dolny bieg Czarnego Dunajca.
Dyskusje na temat który ciek wodny należy uznać za źródło Czarnego Dunajca trwały co najmniej od połowy XIX w. (wówczas m.in. przypisywano tę rolę Potokowi Kościeliskiemu). Eugeniusz Janota w cytowanym wyżej przewodniku pisał w roku 1860: Jeżeli zatem koniecznie jeden z trzech potoków tatrzańskich zlewających się powyżéj Witowa w jedno koryto ma być uważany za Czarny Dunajec, zaszczyt ten wypada przyznać potokowi płynącemu z doliny chochołowskiéj, a to od połączenia się potoków Jarzębczéj i Starorobociańskiego poniżéj tak zwanych Kominów Dudowych, albowiem w téj dolinie C[z]arno-Dunajczanie mają swe polany.
Czarny Dunajec płynie przez Podhale, początkowo na północny zachód, pomiędzy Pogórzem Gubałowskim i Orawicko-Witowskimi Wierchami, potem na północ przez Kotlinę Orawsko-Nowotarską. Zatacza w niej obszerny łuk i płynie na wschód. Przepływa przez miejscowości: Witów, Chochołów, Koniówkę, Podczerwone, Czarny Dunajec, Wróblówkę, Długopole, Krauszów i Ludźmierz. W Nowym Targu łączy się z Białym Dunajcem, tworząc Dunajec. 

## Dopływy
Większe dopływy w kolejności biegu rzeki:
- lewe:  Przybylanka, Magurski Potok, Greków Potok, Garczków Potok, Chrobaków Potok, Domagalski Potok, Siców Potok, Piekielnik, Lepietnica, Potoczek, Klikuszówka, Skotnica, Kowaniec
- prawe: Kirowa Woda, Antałowski Potok, Wielki Głęboki Potok, Szymonów Potok, Bobków Potok, Mały Głęboki Potok, Iwański Potok, Gawronów Potok, Dzianiski Potok, Zagrodzianka, Młynówka, Czarny Potok, Czerwony Potok, Wielki Rogoźnik

Szerokość rzeki waha się od 3–15 m. Głębokość wody zmienna; od płycizn po baniory do 3 m głębokości. W górnej części  (do miejscowości Czarny Dunajec) ma charakter górskiej rzeki, w jej korycie na tym odcinku występują liczne progi i jazy. W dolnym biegu, w Kotlinie Orawsko-Nowotarskiej rzeka zwalnia i zachowuje się jak rzeki nizinne; wytwarza zakola i boczne odnogi.
Dozwolone jest wędkowanie na muchę na całej długości rzeki, ale poza otuliną Tatrzańskiego Parku Narodowego (poniżej ujścia Iwańskiego Potoku). W rzece głównie występuje pstrąg potokowy, rzadziej lipień pospolity i kleń.